# Gia Kỳ
Gia Kỳ (sinh ngày 7 tháng 1 năm 1996) là một nam diễn viên Việt Nam. Anh được biết đến khi tham gia những bộ phim truyền hình giành cho thiếu nhi như Gia đình phép thuật, Hoa ngũ sắc, Khu vườn bí ẩn.

## Cuộc đời
Gia Kỳ tên đầy đủ là Nguyễn Gia Kỳ, sinh ngày 7 tháng 1 năm 1996 tại Thành phố Hồ Chí Minh. Anh từng là học sinh Trường Trung học phổ thông Gia Định và sinh viên Trường Đại học Y khoa Phạm Ngọc Thạch. Khi còn là học sinh, dù là diễn viên tay ngang nhưng Gia Kỳ đã sở hữu nhiều vai diễn nhí để lại ấn tượng cho khán giả. Nhưng sau một thời gian ngắn, anh quay lại tập trung cho việc học và hạn chế tham gia nghệ thuật. Hiện nay, Gia Kỳ đang là một bác sĩ khoa ngoại và công tác tại Bệnh viện Nhân dân Gia Định, Thành phố Hồ Chí Minh. Tháng 8 năm 2023, Gia Kỳ đã tham gia chương trình Tay phải tay trái, và chia sẻ lý do anh chọn trở thành bác sĩ thay vì tiếp tục đi theo con đường nghệ thuật vì đây là ước mơ từ nhỏ và là sự lựa chọn của cá nhân anh. Cũng trong cuối năm 2023, Gia Kỳ đã tổ chức lễ cưới cùng bạn gái Thanh Tâm tại thành phố Hồ Chí Minh. Mặc dù từ lâu đã không tham gia giới giải trí, lễ cưới của Gia Kỳ vẫn nhận được sự quan tâm của truyền thông khi đây là dịp hội ngộ của dàn sao nhí trong bộ phim nổi tiếng Gia đình phép thuật sau 15 năm bộ phim phát sóng.

## Tác phẩm
| Năm  | Phim                | Vai diễn | Đạo diễn                            | Kênh | Nguồn         |
| ---- | ------------------- | -------- | ----------------------------------- | ---- | ------------- |
| 2005 | Cô tiên xanh        |          | Nguyễn Minh Cao                     |      | [ 6 ] [ 7 ]   |
| 2007 | Linh lan trắng      | Cu Bi    | Bùi Tuấn Dũng                       | HTV7 |               |
| 2007 | Cái bóng bên chồng  | Cu Tủm   | Xuân Phước                          | HTV7 |               |
| 2008 | Khu vườn bí ẩn      |          | Lê Lộc                              | HTV7 | [ 8 ] [ 9 ]   |
| 2008 | Gia tài bác sĩ      | Nam      | Nguyễn Minh Cao                     | HTV9 | [ 10 ] [ 11 ] |
| 2009 | Vua sân cỏ          | Cu Lượm  | Đinh Đức Liêm                       | HTV9 | [ 12 ] [ 13 ] |
| 2009 | Gia đình phép thuật | Ma Suri  | Chu Thiện (phần 1), Sun Oh (phần 2) | HTV7 | [ 11 ]        |
| 2009 | Hoa ngũ sắc         | Nam      | Trần Hữu Phúc                       | VTC9 | [ 14 ] [ 15 ] |
| 2011 | Nụ hồng và bóng đêm | Bách     | Đỗ Mai Nhất Tuấn                    | HTV7 |               |